# هروویه چاله
هروویه چاله (کرواتی: Hrvoje Čale; زادهٔ ۴ مارس ۱۹۸۵) بازیکن فوتبال اهل کرواسی است. از باشگاه‌هایی که در آن بازی کرده‌است می‌توان به وولفسبورگ، ترابوزان‌اسپور و دینامو زاگرب اشاره کرد. وی همچنین در تیم ملی فوتبال کرواسی بازی کرده‌است.